# Ялинник (ботанічний заказник)
Яли́нник — ботанічний заказник місцевого значення в Україні. Розташований у межах Ковельського району Волинської області, на схід від селища Головне. 
Площа 5,7 га. Статус надано згідно з рішенням Волинського облвиконкому від 04.09.1985 року № 301. Перебуває у віданні філії «Любомльське лісове господарство», Головнянське л-во, кв. 30, вид. 11. 
Статус надано з метою збереження частини ялинового лісового масиву природного походження  природного походження, віком 80 років. Тут також зростають сосна звичайна (Pinus sylvestris), дуб звичайний (Quercus robur), вільха чорна (Alnus glutinosa). Такі ліси збереглися лише в кількох місцях у вигляді «острівців» на перезволожених і заболочених зниженнях на півночі області, де проходить південна межа їх поширення. 
У заказнику трапляються рідкісні види рослин: плаун колючий (Lycopodium annotinum), лілія лісова (Lilium martagon), вовчі ягоди пахучі (Daphne cneorum), занесені в Червону книгу України.

## Галерея

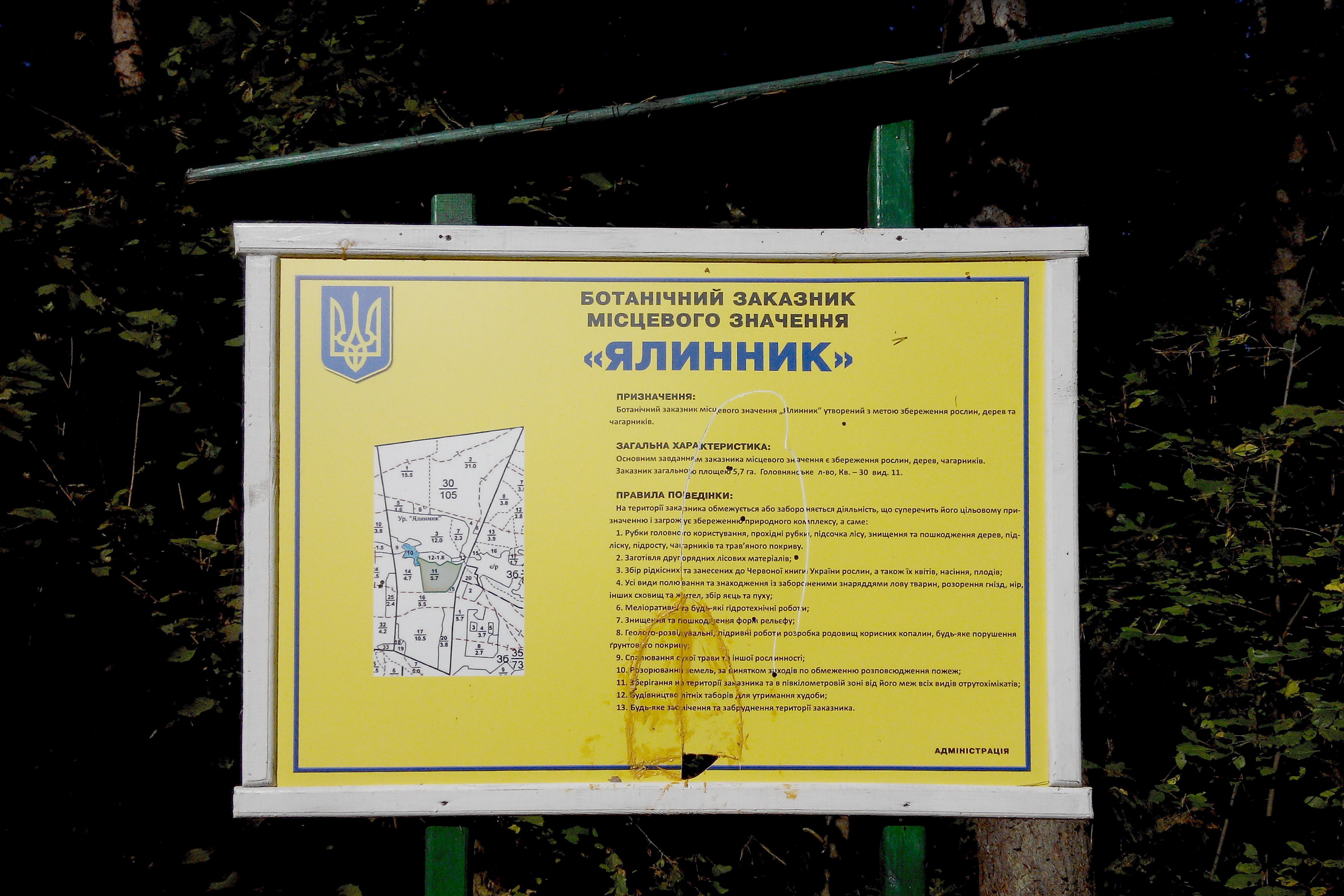
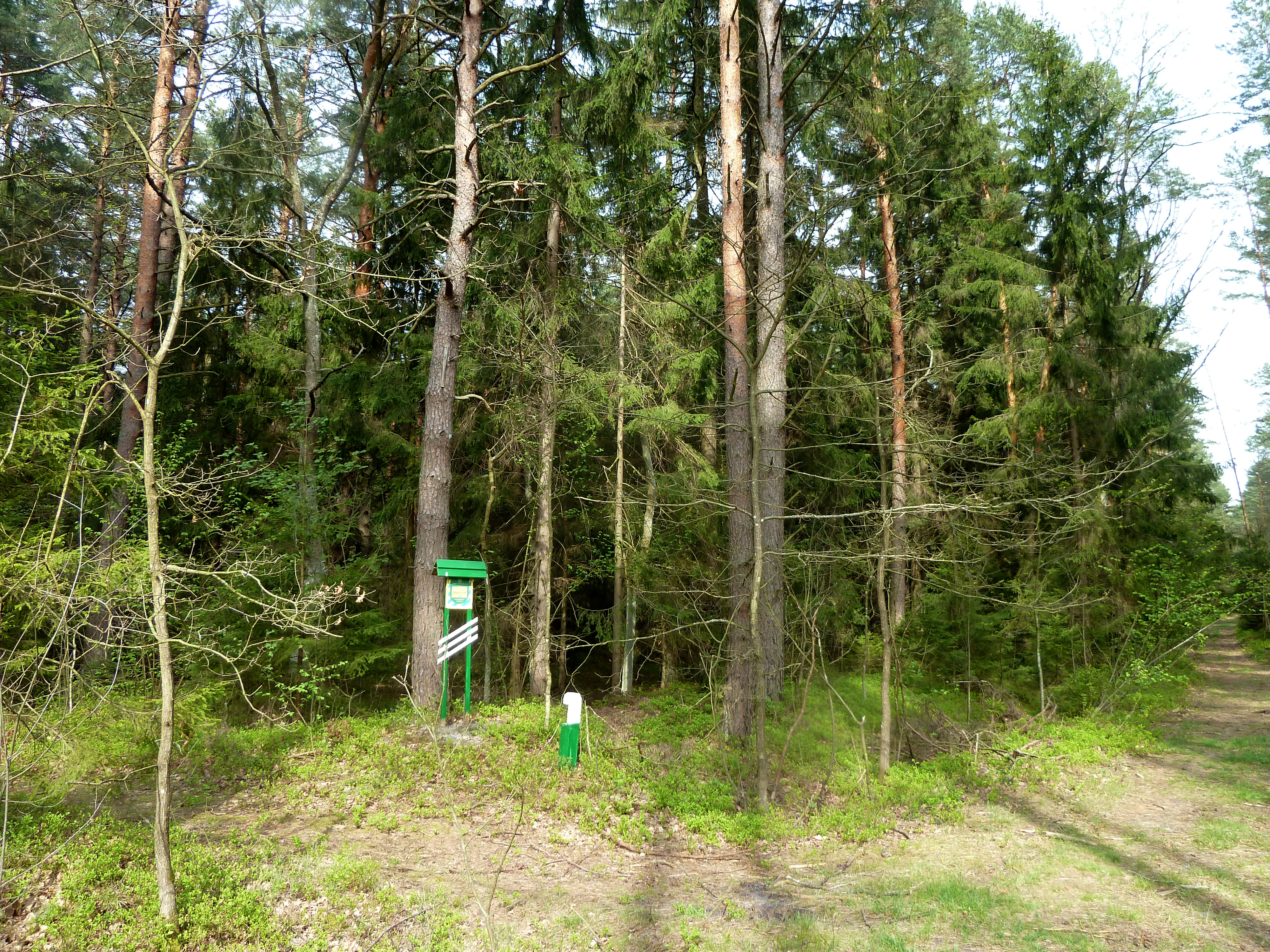
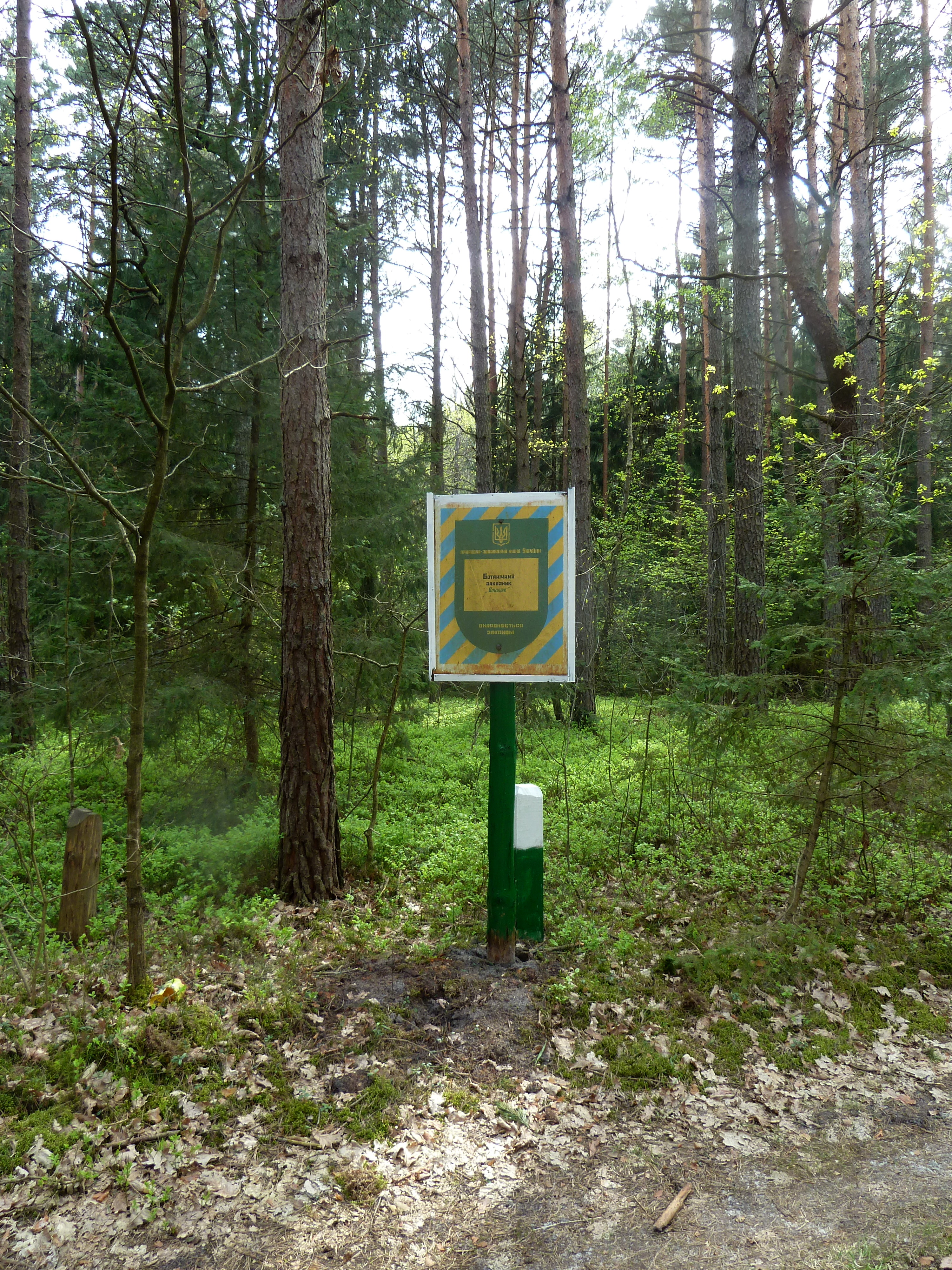
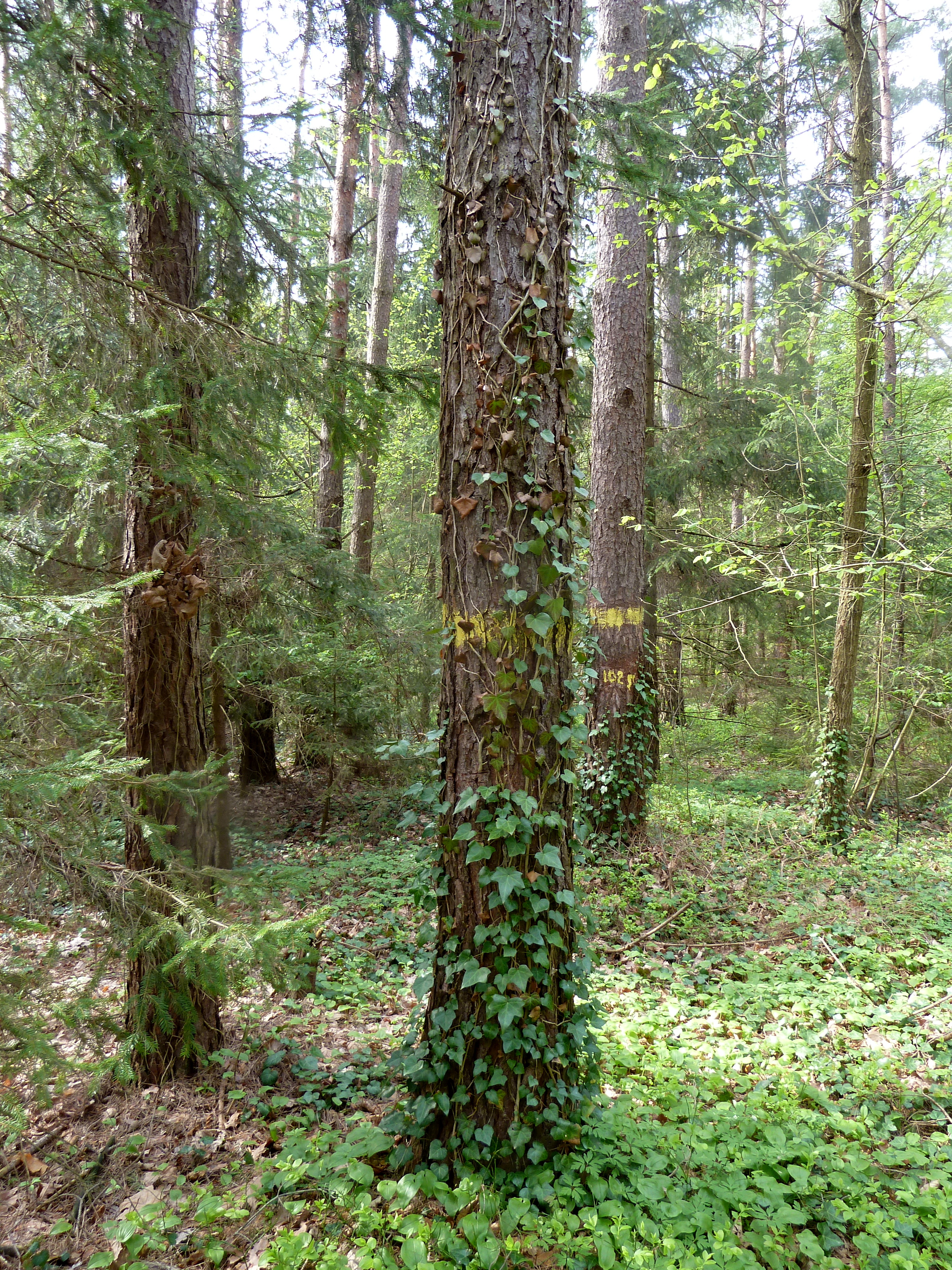
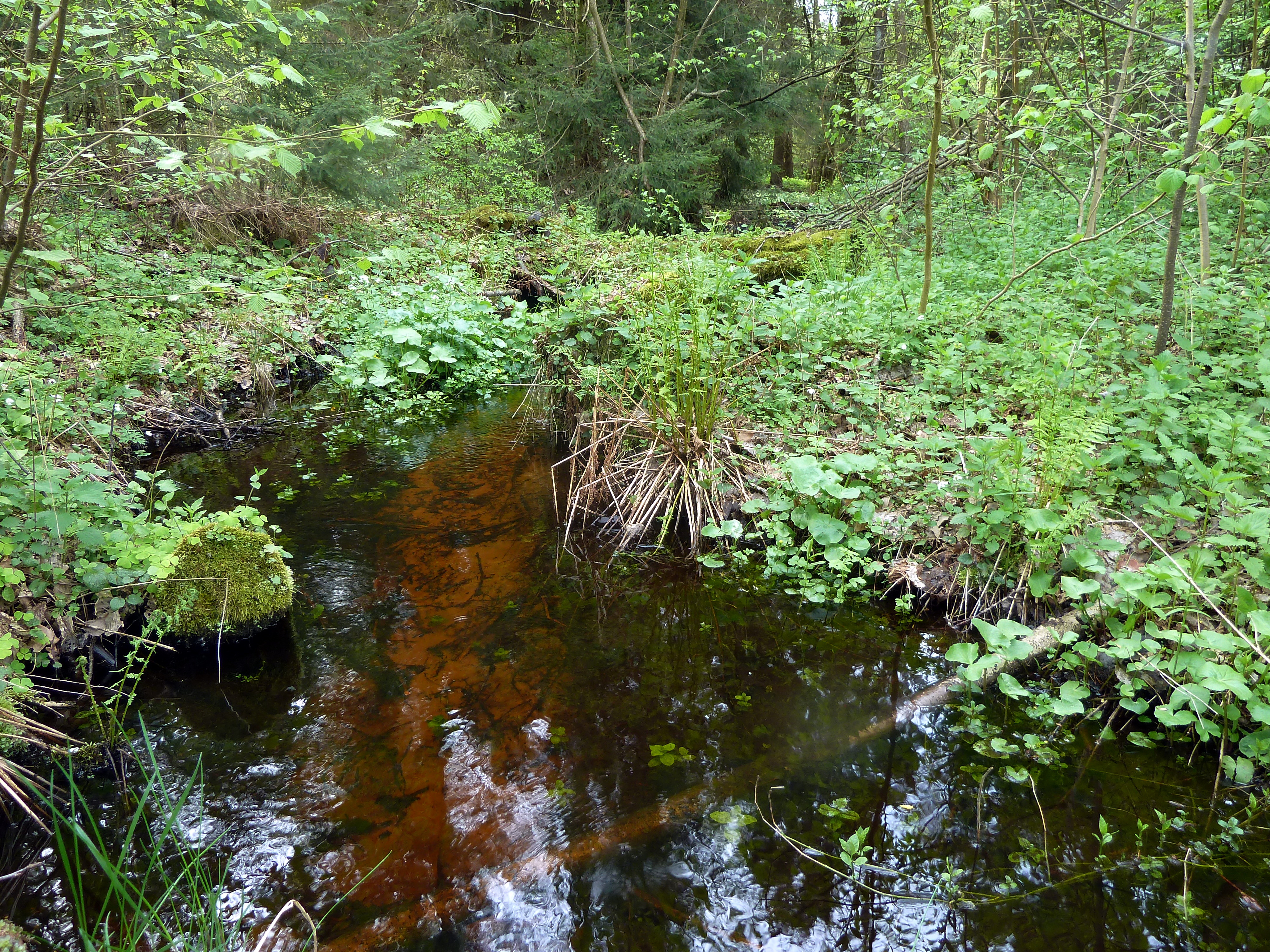